# Phare du cap Ferret
Le phare du cap Ferret est constitué d'une tour tronconique en maçonnerie lisse blanche et partie supérieure peinte en rouge, jouxtant un bâtiment rectangulaire abritant la salle des machines, la machinerie d'ascenseur et les logements.
Construit en 1840, il est détruit en 1944 sous l'Occupation. Reconstruit en 1947, il est automatisé en 1995.
Le phare a fait l’objet d’une inscription au registre des monuments historiques le 6 novembre 2009.

## Géographie
Le phare est bâti sur la presqu'île du cap Ferret (commune de Lège-Cap-Ferret) en Gironde (France) entre le bassin d'Arcachon et l'océan Atlantique.

## Histoire

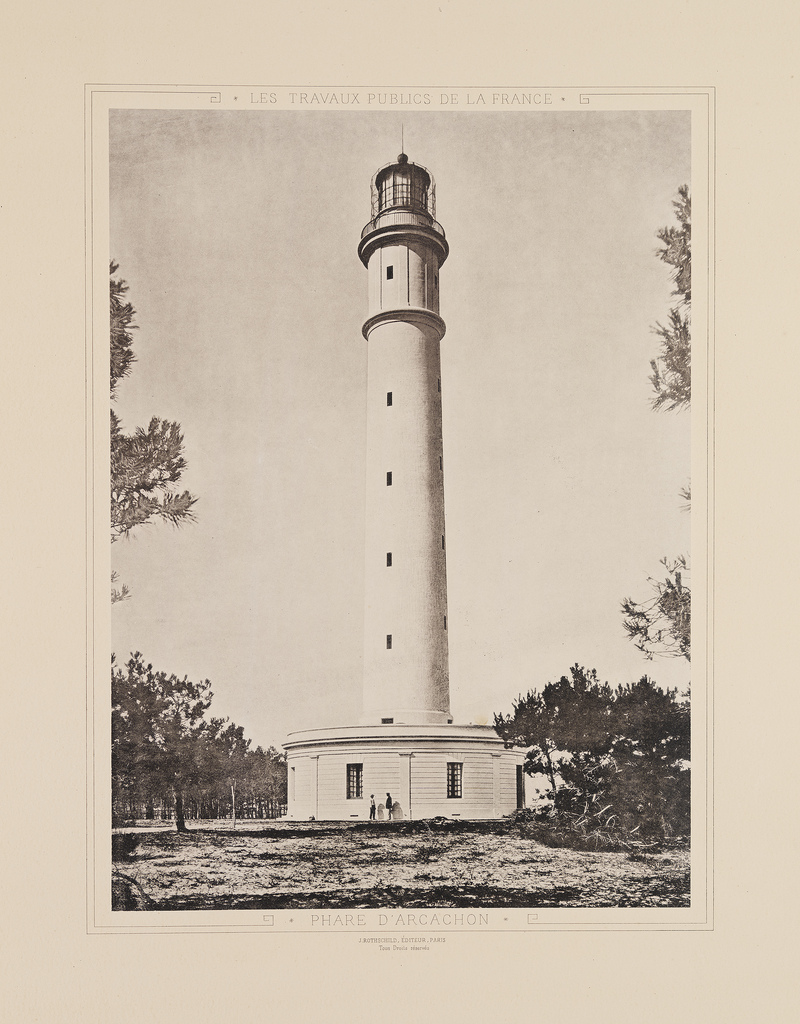
« Phare d'Arcachon », dans Les travaux publics de la France (1883).

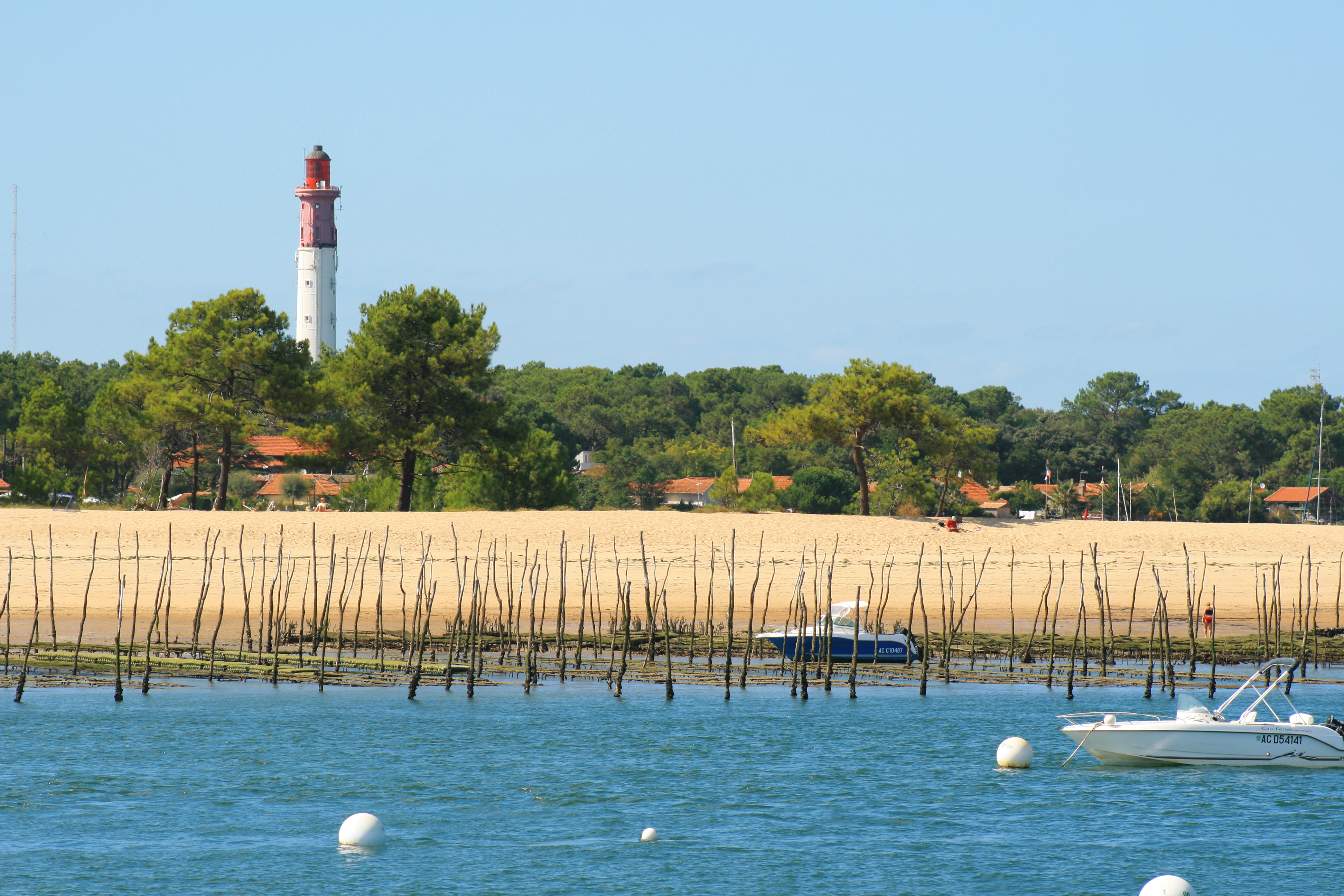
Le phare depuis la plage (côté bassin).

Le premier phare du cap Ferret a été envisagé dès 1792. Il n'est construit que tardivement et mis en service en 1840. C'était une tour de 47,7 m pour une élévation de 51 m. L'électrification a lieu en 1929. En août 1944, avant de battre en retraite, les Allemands le font sauter.
Un blockhaus avait également été construit dans les jardins du phare. De nos jours, il se visite.
Un deuxième phare est rebâti rapidement et mis en service dès 1947 à la pointe de la presqu’île. L'inauguration a lieu le 7 août 1949. Le nouveau phare reprend les plans de l'ancien. La tour est de 52,1 m pour une élévation de 62 m avec un feu à éclats rouges toutes les cinq secondes. La porte d'entrée, en avant-corps, est rehaussée d'un fronton reprenant les millésimes des mises en service (1840 et 1947) encadrant un bas-relief représentant un navire voguant sur la mer, où figure un poisson, et surmonté de l'étoile symbolisant le phare. Le hall d’accueil comporte une mosaïque du maître verrier Auguste Labouret (1871-1964) représentant le bassin d'Arcachon et la presqu'île du cap Ferret, ainsi que deux bustes : celui de l'ingénieur hydrographe Beautemps-Beaupré (1766-1854) et celui du physicien Augustin Fresnel (1788-1827), inventeur des lentilles portant son nom.

## Visite
Le phare est ouvert à la visite. Un escalier de 258 marches permet d'accéder au sommet, d'où l'on découvre un panorama très étendu sur la presqu'île, le bassin d'Arcachon, les passes et l'océan.
Une exposition dans plusieurs salles annexes présente l'évolution de la topographie du bassin d'Arcachon et de ses abords, des cartes marines et des instruments de navigation. Dans le même bâtiment se trouve une boutique.

Vues du phare du cap Ferret
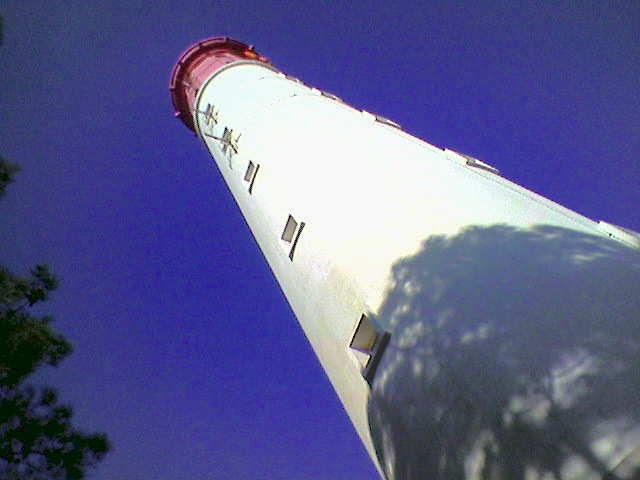
Le phare en février 2008.
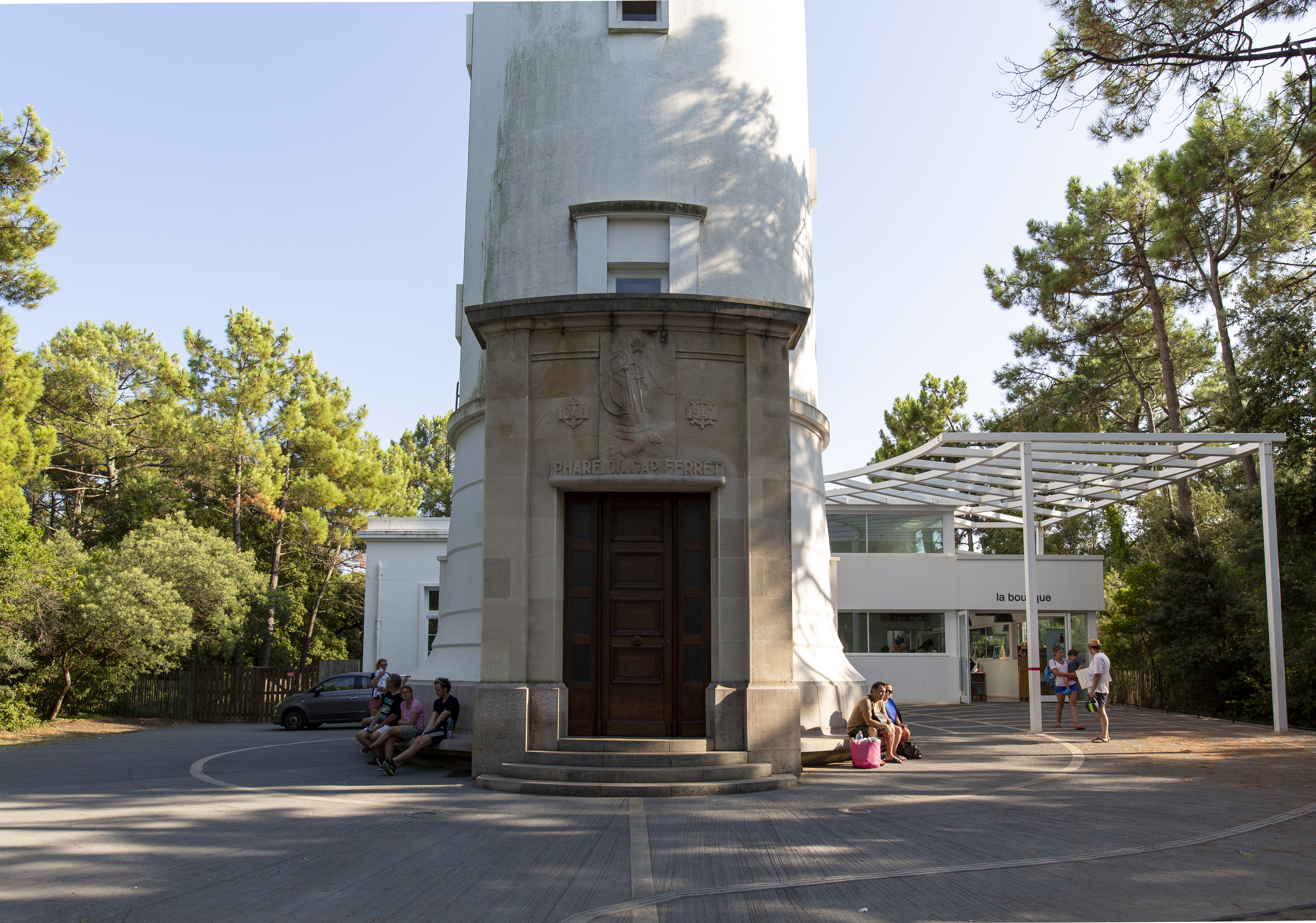
Porte d'honneur et son fronton. À droite, l'entrée des visiteurs et la boutique.
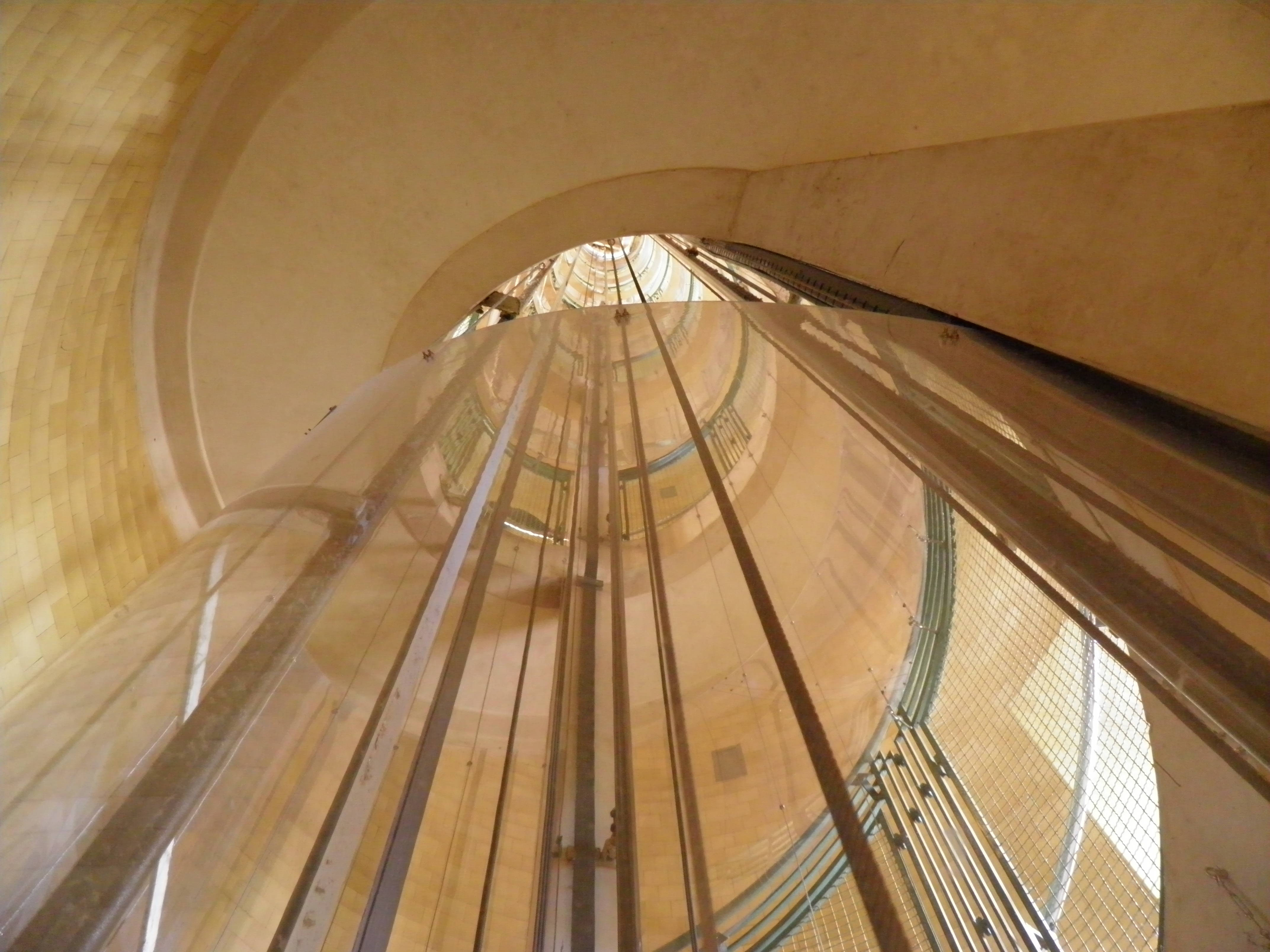
Intérieur.
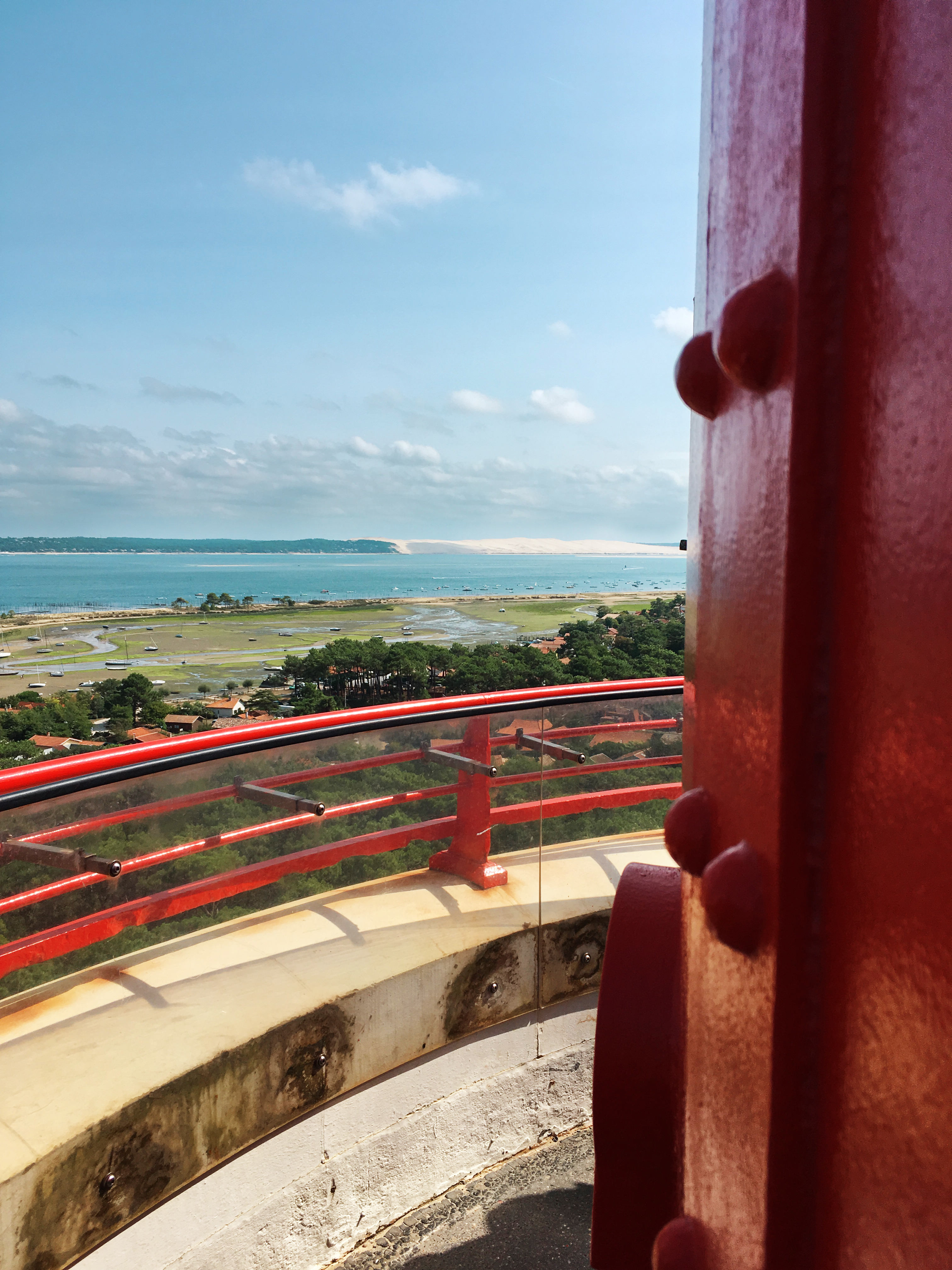
Vue sommitale.

## Le phare dans les arts
En 2019, La Poste a émis un carnet de douze timbres à validité permanente intitulé « Repères de nos côtes » dans lequel figure le phare du cap Ferret.